# Leotrichillum louzadaorum
Leotrichillum louzadaorum är en skalbaggsart som beskrevs av Vaz-de-mello och Canhedo 1998. Leotrichillum louzadaorum ingår i släktet Leotrichillum och familjen bladhorningar. Inga underarter finns listade i Catalogue of Life.